# یواس‌اس برج‌های (دی‌دی‌جی-۹)
یواس‌اس برج‌های (دی‌دی‌جی-۹) (به انگلیسی: USS Towers (DDG-9)) یک کشتی بود که طول آن ۴۳۷ فوت (۱۳۳ متر) بود. این کشتی در سال ۱۹۵۹ ساخته شد.